# Carpilius convexus
Carpilius convexus là một loài cua trong họ Carpiliidae. Loài cua này phân bố ở Ấn Độ Dương-Thái Bình Dương, từ Hawaii đến Biển Đỏ và Nam Phi. Loài này đã được miêu tả khoa học lần đầu bởi Peter Forsskål vào năm 1775 với danh pháp "Cancer convexus", và một số tác gia đã xem loài này là một biến thể của loài lớn hơn Carpilius maculatus. Người ta ít biết về thông tin sinh học của chi Carpilius.

## Hình ảnh

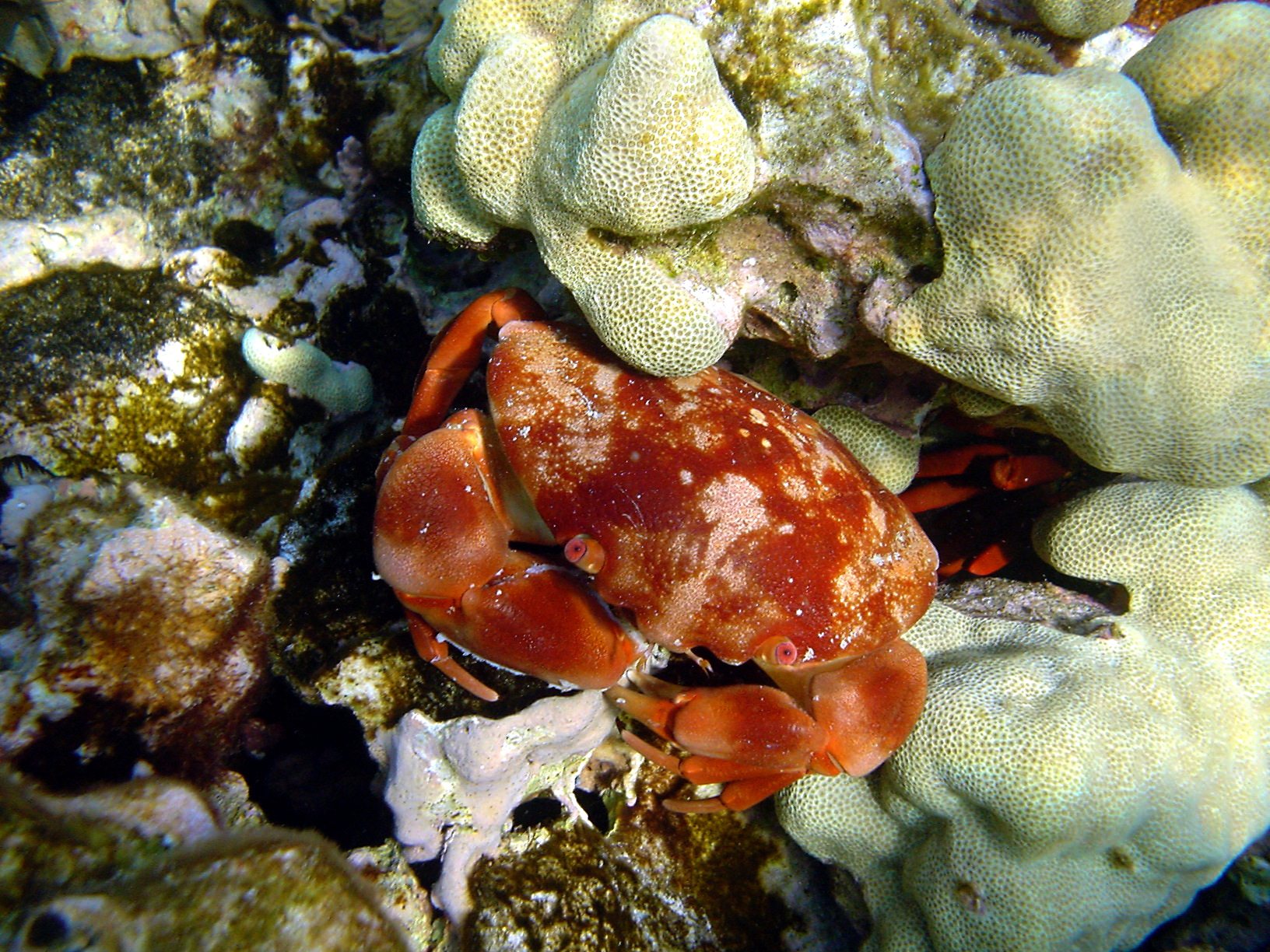
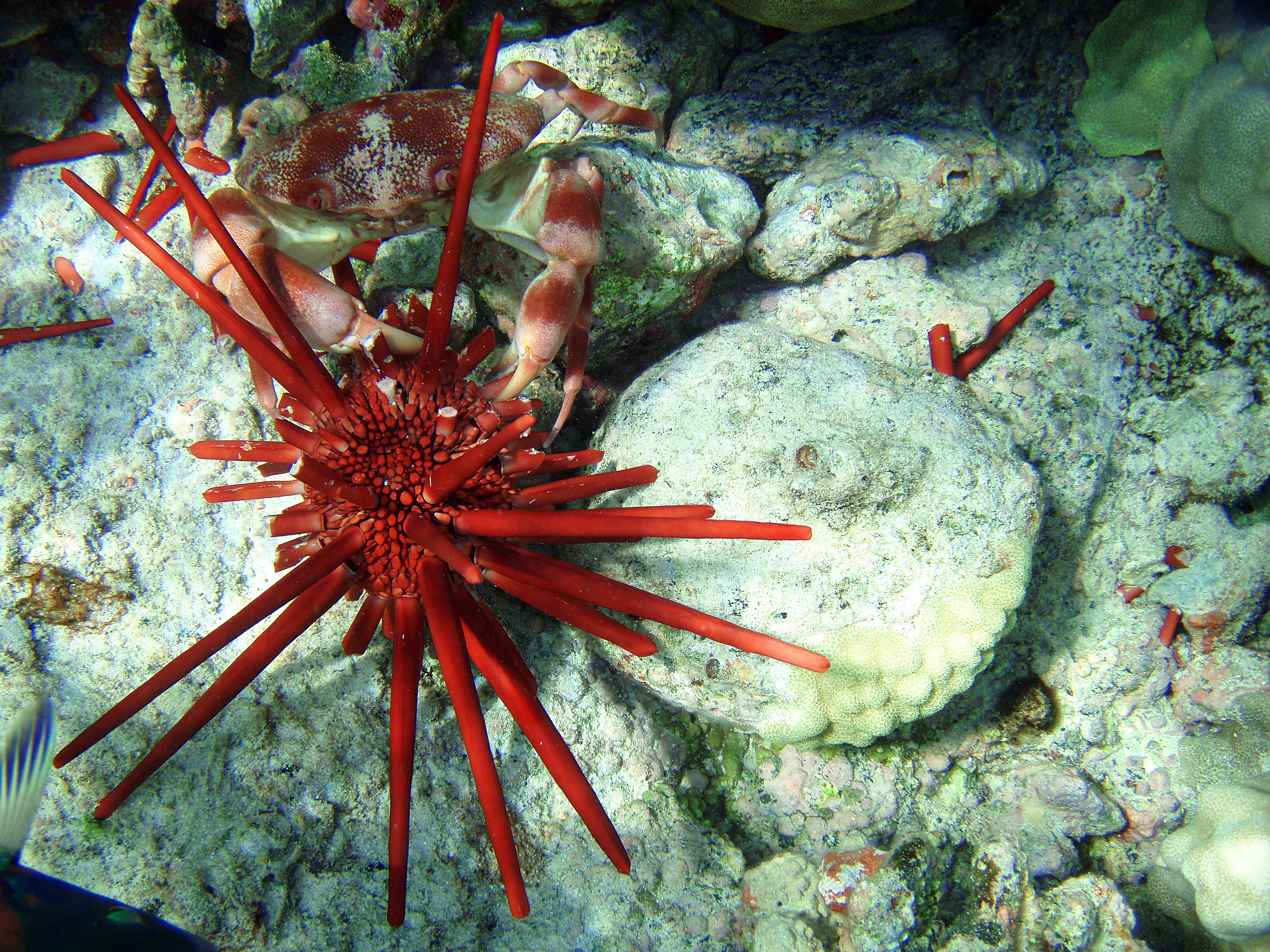
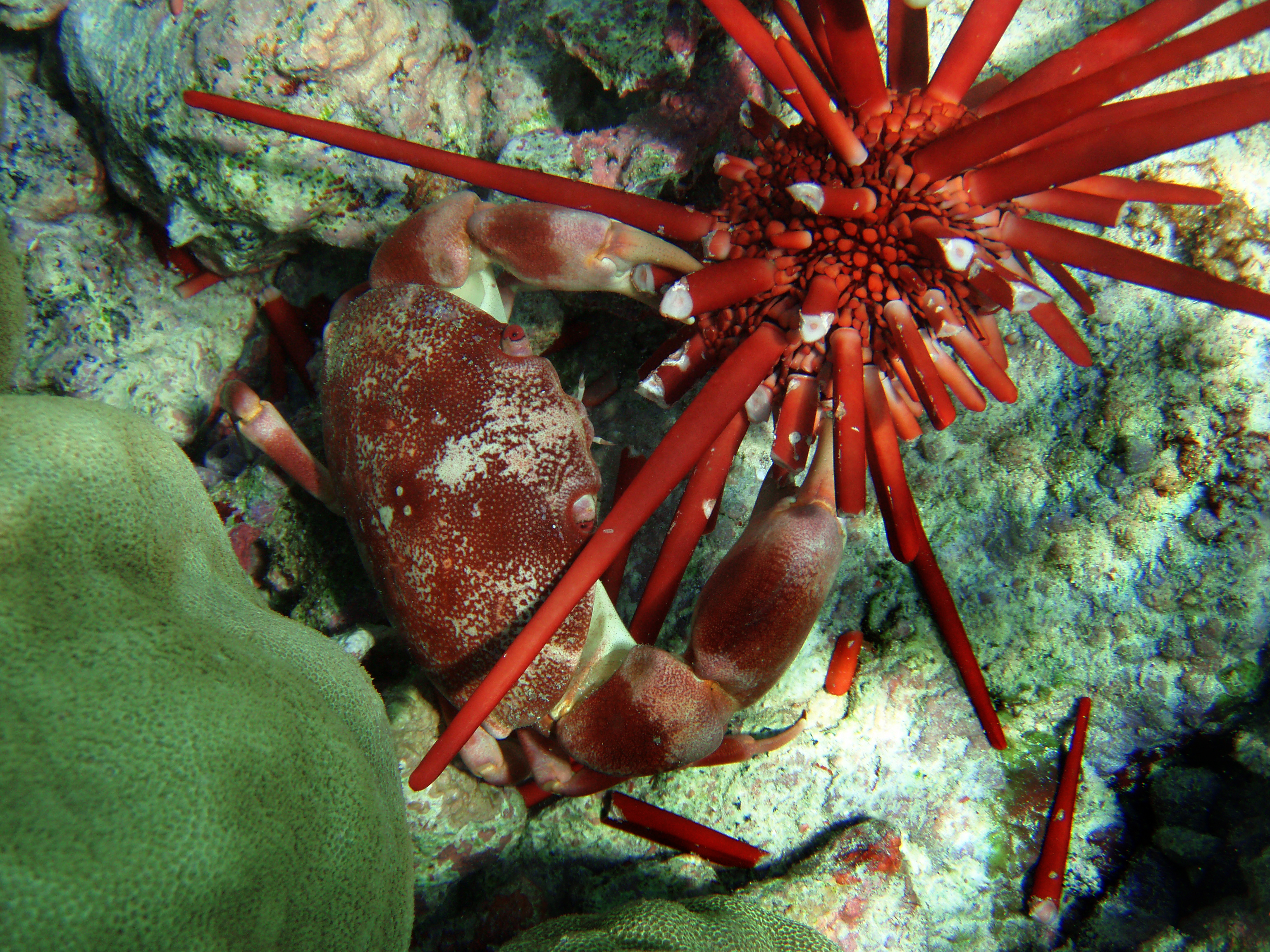
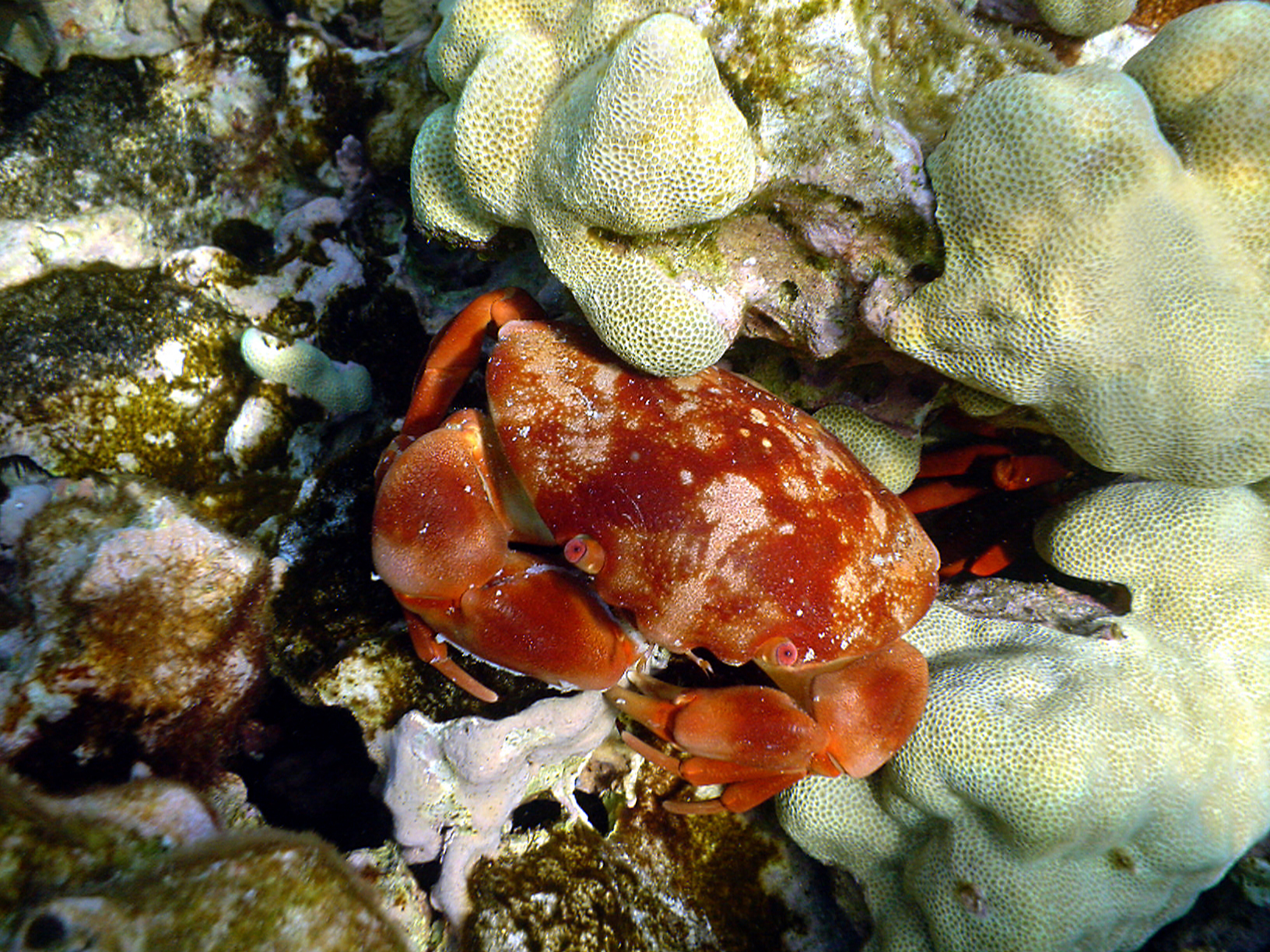